# Удары украинских беспилотников по Татарстану
Республика Татарстан после вторжения России на Украину в 2022 году стала местом сборки и производства ударных беспилотников для российской армии. Ещё в августе 2023 года издание The Washington Post сообщало, что в Елабуге строится завод по выпуску дронов иранской технологии, производительность которого должна достигать 6 тысяч в год. Издание сообщало, что на заводе должны выпускать Shahed 136 усовершенствованной сборки. Студенты колледжа «Алабуга Политех» стали насильно привлекаться к сборке боевых беспилотников, а осенью 2024 года российские власти привлекли к сборке женщин из Африки.
Привлечение молодых женщин на завод «Алабуга Старт» охватывает страны Латинской Америки, Южной Азии и стран бывшего Советского Союза. Им не сообщалось о том, что они будут работать на производстве оружия. Некоторые полагали, что участвуют в программе work-study (работай и учись). Вместе с тем, они были подвержены долгим часам работы, вызванные воздействием едких химикатов проблем со здоровьем, а также репрессиями руководства и тяжёлыми условиями труда. Одни заняты производством дронов, другие обслуживанием и уборкой. Сообщается о домогательствах, расизме и чрезмерном контроле руководства[значимость факта?].
Особая экономическая зона Алабуга позиционирует себя частным предприятием, но по факту тесно связана с российским правительством. Минобороны России является как финансовым спонсором, так и заказчиком дронов.
Кроме того, Татарстан имеет на своей территории нефтеперерабатывающие заводы, которые также стали целями Украины в ходе российско-украинской войны.

## История

### Первая атака. Елабуга и Нижнекамск
Утром, 2 апреля 2024 года, украинские беспилотники впервые с момента вторжения России в Украину нанесли удар по предприятию в Татарстане. Об атаке заявила пресс-служба особой экономической зоны Алабуга, которая заявила, что «оборудованные странами НАТО» беспилотники нанесли удар по общежитию на территории предприятия. Позднее глава Татарстана Рустам Минниханов уточнил, что были атакованы предприятия в Елабуге и Нижнекамске, которым, по его словам, серьёзных разрушений нанесено не было. Telegram-канал Baza сообщил, что удар беспилотника пришёлся на одну из установок завода «Танеко» в Нижнекамске. Агентство Reuters провело свой анализ, согласно которому дрон врезался в установку первичной обработки нефти. «РБК-Украина» со ссылкой на источник в спецслужбах заявило, что атака на предприятия является операцией Главного управления разведки Украины. «Украинская правда» ссылаясь на источники в силовых структурах заявила, что за атакой в Елабуге стоит военная разведка Украины, а атака на нижнекамский НПЗ была произведена совместно со Службой безопасности Украины. Официальные власти Украины атаку не прокомментировали.
Местные власти Елабуги сообщили, что в результате атаки пострадали 13 студентов. Был повреждён комплекс из восьми хостелов. Цех по сборке иранских дронов-камикадзе находился вблизи от повреждённого хостела.
Украина могла применить переделанный под беспилотник лёгкий самолёт типа A-22, либо беспилотник UJ-22.

### Последующие атаки
21 декабря 2024 года украинские беспилотники атаковали Казань. Удары большинства дронов пришлись на жилые застройки, вблизи которых также располагались военные объекты.
14 января 2025 года украинские беспилотники атаковали базу сжиженных газов Газпрома. На территории базы загорелись цистерны, что подтвердили власти Татарстана.
23 апреля 2025 года вновь был атакован завод по производству дронов, нанеся ущерб финальной сборочной линии БПЛА. 15 июня 2025 года завод был атакован снова. 13 человек пострадало и 1 был убит.

## Защита предприятий
После атаки 2 апреля 2024 года глава республики Рустам Минниханов заявил, что каждое предприятие, муниципалитет и город республики должны самостоятельно решать эти проблемы своими силами. Таким образом, глава Татарстана дал понять, что ожидать поддержки со стороны российских властей не стоит[мнение излагается как факт].